# Parastasia rufonigra
Parastasia rufonigra är en skalbaggsart som beskrevs av Ohaus 1911. Parastasia rufonigra ingår i släktet Parastasia och familjen Rutelidae. Inga underarter finns listade i Catalogue of Life.